# بيير روسانفالون
بيير روسانفالون (بالفرنسية: Pierre Rosanvallon )‏ (و. 1948  م) هو مؤرخ، وبروفيسور، واقتصادي، ونقابي فرنسي، ولد في بلوا، هو عضوٌ الحزب الاشتراكي.

## مناصب
تولى منصب رئيس (منذ 2002).

## التعليم
تعلم في المدرسة العليا للتجارة، ومدرسة الدراسات العليا في العلوم الاجتماعية.

## جوائز
حصل على جوائز منها:
- Bielefeld Science Prize  [لغات أخرى]‏ (2016)
- نيشان جوقة الشرف من رتبة ضابط.